# Mikula (Nowgorod)
Mikula war Statthalter von Nowgorod (vor 1117).

## Leben
Über seine Person gibt es keine weiteren Informationen.
Er war der 11. oder 13. Statthalter von Nowgorod.
Er war möglicherweise identisch mit Mikula, an den ein Birkenrindentext gerichtet war.

## Nachkommen
Er hatte mindestens zwei Söhne
- Petrulin, Statthalter von Nowgorod (1131–1132)
- Kosnjatin, Statthalter von Nowgorod (1135–1136)

Möglicherweise war die Familie Nachkommen von Dobrynja, dem ersten Statthalter von Nowgorod für die rurikidischen Fürsten von Kiew.